# Hippy Jump
Le Hippie jump ou hippy jump est une prouesse utilisée lors de la pratique du Skateboard. La figure tient plus de l'exploit athlétique que du trick proprement dit et consiste à sauter par-dessus un obstacle sans être accompagné par sa planche. Il faut bien évidemment retomber sur la planche et continuer de rouler pour que la figure soit validée. Ce trick fut rendu populaire par le skateur professionnel Mark Gonzales qui en intégra dans plusieurs de ses vidéos. Le record du plus haut hippie jump fut réalisé en 1978 en Californie par l'Américain Bryan Beardsley qui a, semble-t-il, franchi 5 pieds soit 152,4 cm avant de retomber - in extremis - sur la partie avant de son skate. https://www.youtube.com/watch?v=8erZx7IsN8g
Steffen Köster a franchi 59.17 inches soit 150.3 cm le 14 juillet 2013 sur le plateau de 'Officially Amazing', in Frankfort en Allemagne et détient actuellement le record du monde officiel de hippie jump du Guinness Book of World records.
https://footage.framepool.com/en/shot/819333015-hippie-skateboard-sports-equipment-lion-television-officially-amazing
Dominique Ernotte, champion national de Belgique, a franchi 147,5 cm en 1978 à Bruxelles. 

Aaron Gordy a franchi 58 inches soit 147,3 cm le 8 juillet 2017 au Bethelehem Slide Jam 
https://www.youtube.com/watch?v=qmoZTU921XU
Alex Greemann (Denver, CO) a franchi 57,5 inches soit 146,05 cm en 2013 
https://www.youtube.com/watch?v=MzqgWEBaC-w
Anthony Montreuil (Québec) a pour sa part franchi 57 inches soit 144,8 cm le 18 octobre 2014
http://stoked.com/video/4141/new-guinness-world-record-highest-hippy-jump-ever/
Ryan Madden a franchi 4 foot 8 inches soit 142,24 cm en 2010
https://www.youtube.com/watch?v=STP1oJIlfXw
Plusieurs variantes du hippy jump existent, notamment le hippy flip. Le concept est le même mis à part le fait que le skateur doit désormais effectuer un trick en même temps qu'il fait son hippy jump.